# 澳門日報
《澳門日報》（簡稱澳日；英語：Macao Daily News）是一份在澳門出版的日報，前身乃由1950年3月8日創刊的《新園地》；於1958年8月15日創刊，現社長為陸波，總經理兼副社長為溫能漢，總編輯為崔志濤。
《澳門日報》以「澳報澳辦」為方針，現為澳門發行量最大的報紙，佔澳門報紙發行量之7至8成。根據2022年上半年世界華文傳媒新媒體影響力榜（港澳台地區總榜）中，《澳門日報》排名第二位，澳門地區排名第一位。主要對象以澳門和珠江三角洲地區為主，每日版面現已由創刊時的1大張發展至10-20大張；特別歷史時期還會出版號外。該報每天之「社論」針對的是國內或國際局勢，對澳門的評論文章稱「新聞小語」，另還有「一家之言」的經濟評論文章。

## 沿革
在1958年6月，《澳門日報》正式籌組，醞釀復辦一份愛國報紙，取代當時正在澳門發行的《新園地》在《澳門日報》正式創刊前，籌組人員除要應付籌辦事宜，更組團前往《羊城晚報》及《南方日報》參觀，並汲取辦報經驗。1958年7月下旬進行試版，《澳門日報》於1958年8月15日正式創刊。《澳門日報》正式創刊後，《新園地》停辦並改為該報的副刊，出版人員基本上全轉職到《澳門日報》。
1988年5月起開始每天彩色印刷，所佔比例越來越多（現通常16至20版是全彩版），1993年6月起全面使用北大方正電腦照排系統，正式取代鉛字制版。《澳門日報》於1994年11月由兩元提升至每份澳門幣三元，2005年7月1日提升至每份四元,2011年提升至每份五元（報界通稱澳日，由於提價後是唯一售五元的本地中文日報，坊間亦有稱伍蚊報）。
該報於1996年10月起與澳門大學合作開設網上新聞服務；1997年8月5日開始獨立網上電子報，有報紙上各大欄目（除娛樂版與廣告）和副刊供免費瀏覽，是現時資訊量最多，分類較完備的澳門網上報紙，每天凌晨兩點半左右更新新一天主要新聞。2008年3月3日報紙網站更新，除了改善版面設計外，還加入所有副刊的網上版，並開始有每月報紙內文之光碟版售賣。

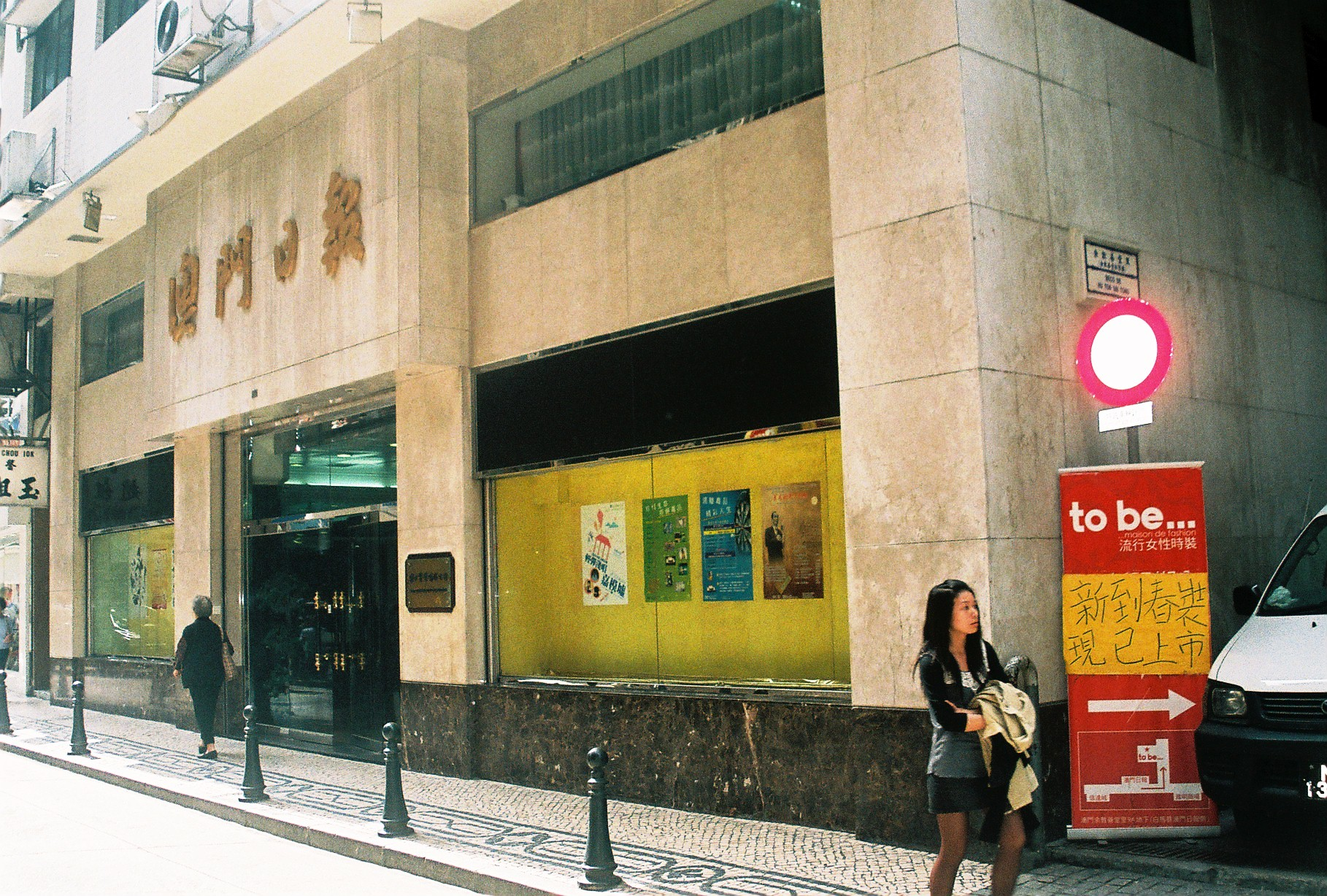
位於伯多祿局長街之舊大樓（已拆）

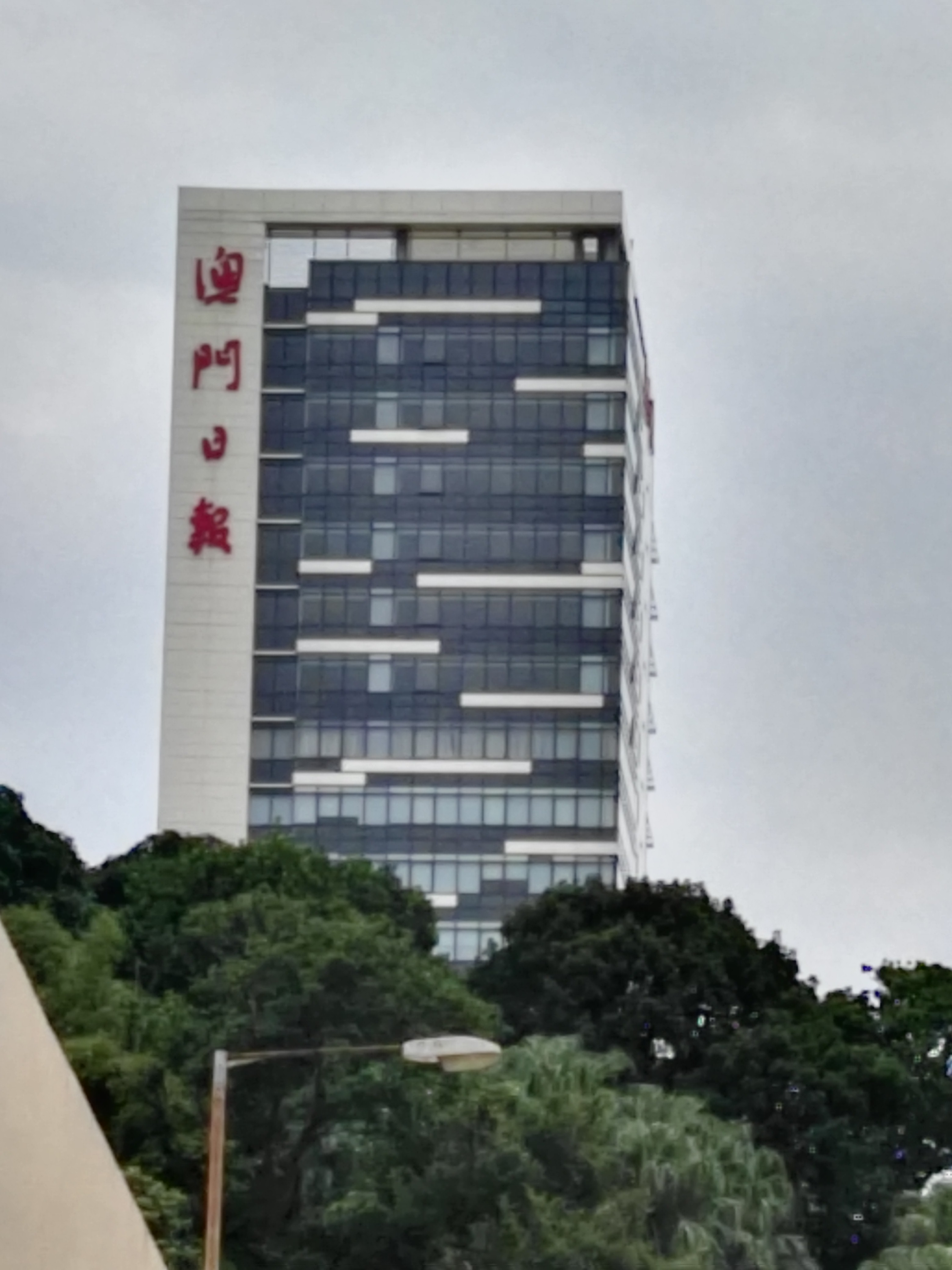
位於慕拉士大馬路之新大樓

創刊初期報社連印刷場地設於河邊新街28號，1978年10月3日起至2011年在伯多祿局長街37號自建七層大廈經營，2011年至今在慕拉士大馬路218號自建二十三層報業大廈經營；歷代董事長包括李成俊前董事長（創刊時期為經理，《澳門日報四十年》出版委員會主任，於2015年12月30日辭世，享年90歲）、陳友蓮前董事長（《澳門日報四十年》製作人之一，於2024年9月20日辭世，享年91歲）；李鵬翥前副董事長（2014年10月30日於香港養和醫院辭世，享年81歲），現任社長陸波，總經理兼副社長溫能漢，總編輯崔志濤。在澳門工作的編輯部、經理部全社職工約兩百多名。在廣州、珠海設有辦事處，並在北京、上海、南京、成都等地設特約記者；在珠三角主要城市及廣東、福建、海南三省僑鄉有特約通訊員和供稿作者，報社亦接受讀者轉交至工傷意外的肇事者家屬捐款事宜。
目前澳門日報在澳門特區內任何報刊零售點均有售。另外，香港的上環港澳客輪碼頭、尖沙咀天星碼頭、佐敦港鐵站出入口、彌敦道、深水埗、信德中心、中港城及灣仔電腦城報攤均有售；中國內地的北京、海口、成都、廣州、珠海、中山及佛山的各大對外賓館有售。

## 活動

### 十大新聞選舉
首屆十大新聞選舉於1979年1月初舉辦，至今（2005年為第27屆）仍與澳門國際銀行合辦，此為該報維持最久之有獎遊戲，遊戲對象現擴展至港、澳與中國內地等有合法證件及護照之居民。
此選舉由每年1月1日起，由編輯選定特定條目該年度之澳門與國內外新聞兩組各30條，於該報及網上刊登並提供參加表格。讀者選出得票最多的「十大新聞」，填好報紙上表格後交到報館或其他收集點，或透過網上投票亦可。
2月中旬截止後，經主辦單位以電腦統計得出最多之新聞共20條，再由電腦核對選中票數最多或較多之選票，全中者可獲20個特別奬的優先抽奬權，由合辦雙方加上見證官員下「公開」抽獎；由合辦銀行送出澳門圓獎金作為該20名中奬者的該行儲蓄戶口奬，此外還設有入圍奬（去年為100名）各得其他贊助商之獎品或飲食券、代金券等等，若三個月不來辦理領奬手續則獎項作廢。
由於選舉是以編輯既定新聞予讀者再挑選，加上報紙回歸後之定向，此選舉未必完全具「澳門十大新聞」之代表性；加上由新聞稿內文可看出，選舉某程度有對報紙、銀行以至其他贊助機構吸引客戶之效。

## 爭議事件

### Facebook直播誤播18禁電影
- 2022年7月11日上午，澳門日報Facebook專頁「擺烏龍」，懷疑有工作人員錯誤將香港經典三级片《旺角卡門》直播到其社交平台，高峰時期引來逾百人收看。多名網民紛紛表示「全部媒體就只有你直播不是新聞或記者會，而是旺角卡門」。事發在當天上午，在其社交平台進行直播，標題為「歡迎收看澳日直播！」，有網民打開查看後，竟發現直播的內容竟是電影《旺角卡門》，其中更有人指收看逾30分鐘，直播仍未停止。多名有訂閱澳門日報facebook專頁的網民表示，自己亦有收到通知，亦有看到相關「電影live」，估計是否澳門日報的工作人員上班時間偷看電影，不小心誤將電影的連結變成直播。澳門日報其後在社交平台發文致歉，指其facebook專頁今早測試期間，因疏忽而導致直播畫面出現嚴重失誤，並向讀者表示歉意。[7]

## 評論
澳門議政團體新澳門學社在2005年11月於其刊物《新澳門》第31期中加插一版跨頁「愛瞞日報」（澳門日報的諧音）模彷該報版式與道謝廣告為主反映澳門主顧主義(clientelism)模式與宣揚途徑，後此諧音名稱亦為少部分澳門網民所用。2007年勞動節遊行後，也有人模仿其版面，刊登網上討論區反對社團表態的聲明。
據中國新聞研究中心在2004年的研究顯示，《澳門日報》以地區治安新聞佔比例最多，其次排名是商業經濟類和民生類，最少的是弱势社群與生態環保類。在消息來源方面，最多來自政府機構或其發言人，其次順序分別是司法警政人員、工商漁農等社會團體。新聞來源比較少來自大學教授、研究人員等權威。該研究評價《澳門日報》吻合親政府報紙的定義，其報導立場比較少批評政府。

## 歷史上同名的《澳門日報》
- 1917年短暫刊行之《澳門日報》，8開6版，以活版木字印刷。
- 1925年9月～11月創辦之《澳門日報─一份刊登新聞、文學和傳播史實的日報》（Diário de Macau─Jornal Noticioso, Literário e de Divulgacã o Histórica）。為澳門出版的首份葡文日報，每周除周一與周六外出版。社長為薩爾門托（A．Morais Sarmento），共出版65期。

## 外部連結
- 澳門日報電子報 （页面存档备份，存于）
- 澳門日報即時新聞 （页面存档备份，存于）
- 澳門日報的新浪微博
- 澳門日報的Facebook專頁
- YouTube上的澳門日報頻道
- 澳門日報的Instagram帳戶
- 澳門日報的Telegram